# Gaiserwald
Gaiserwald (toponimo tedesco) è un comune svizzero di 8 609 abitanti del Canton San Gallo, nel distretto di San Gallo.

## Geografia fisica
Gaiserwald è un comune sparso e il suo territorio si estende alla periferia occidentale della città di San Gallo, dalla quale è separato dal fiume Sitter.

## Storia
Il comune politico di Gaiserwald è stato istituito nel 1803 includendo le località di Abtwil (capoluogo comunale), Engelburg e Sankt Josefen.
Il comune politico di Eggersriet è stato istituito nel 1827 per scorporo da quello di Untereggen; nel 1850 la proposta di separazione della frazione di Grub fu respinta dal governo cantonale.

## Società

### Evoluzione demografica
L'evoluzione demografica è riportata nella seguente tabella:
Abitanti censiti

## Economia
Gaiserwald è un comune prevalentemente residenziale, con rilevante pendolarismo in uscita verso San Gallo.